# チルノ
チルノ（Cirno）は、同人サークルの上海アリス幻樂団によって制作された作品、「東方Project」に登場する架空の人物である。最初は『東方紅魔郷 ～ the Embodiment of Scarlet Devil.』の2面ボスとして登場した。チルノはコミケPlus編集部がコミックマーケット89の会場などで実施した人気キャラクターランキングにて、13票で10位を獲得した。コミックマーケット100に際して行われた、好きなキャラクター3名に投票可能な人気投票では、7位となった。

## 作中の設定

### 人物像
青い服に氷の羽を持つ妖精。湖のほとりに暮らす妖精のリーダー格で、彼女の周囲には冷気が漂う。冷気を操る程度の能力を持っている。他の妖精たちと比べて、好戦的な性質を持つ。

### 代表的なスペルカード

#### 東方紅魔郷
- 氷符「アイシクルフォール」
- 雹符「ヘイルストーム」
- 凍符「パーフェクトフリーズ」[4]
- 雪符「ダイヤモンドブリザード」

#### 東方妖々夢
- 凍符「フリーズアクトレス」
- 霜符「フロストコラムス」

#### 東方花映塚
- 凍符「パーフェクトフリーズ」
- 凍符「コールドディヴィニティー」
- 雪符「ダイアモンドブリザード」
- 凍符「マイナスK」[4]

#### 東方非想天則
- 氷符「アイシクルマシンガン」
- 氷符「フェアリースピン」
- 氷塊「コールドスプリンクラー」
- 冷体「スーパーアイスキック」
- 氷符「ソードフリーザー」
- 凍符「フリーズアトモスフェア」
- 冷符「瞬間冷凍ビーム」
- 霜符「フロストコラムス」
- 吹氷「アイストルネード」
- 凍符「パーフェクトフリーズ」
- 氷塊「グレートクラッシャー」
- 氷符「アイシクルフォール」
- 凍符「マイナスK」

## テーマ曲
カッコ内は登場作品。太字は初登場作品。
- おてんば恋娘（東方紅魔郷、東方非想天則）
- おてんば恋娘の冒険（東方花映塚、東方文花帖）

## 展開

チルノの愛称⑨

- 『チルノのパーフェクトさんすう教室』 - 東方Projectの楽曲を同人音楽サークル「イオシス」が二次創作したアレンジ曲。2014年のJOYSOUND年間カラオケランキングの東方系ランキングで1位[5]、翌年も1位となった[6]。
- 東大まるきゅうプロジェクトでは学園祭において『チルノのパーフェクトさんすう教室』のコスプレダンスを実施、「東京ゲームショウ2010 コスプレカンファレンス」においても披露された[7][8]。
- 『チルノのパーフェクト学習帳』 - ショウワノートとのコラボによる学習帳[9]。
- 『不思議の大冒険 チルノ見参!』 - 2012年にリリースされた東方二次創作ローグライクゲームで、2022年11月にはSteam版が発表された[10]。
- アニメ!アニメ!が実施した「“氷・雪”キャラといえば？」2023年版のアンケートではチルノが3位となった[11]。